# Lista över offentlig konst i Ystads kommun
Det här är en lista över offentlig konst i Ystads kommun. Den är en ofullständig förteckning över främst utomhusplacerad offentlig konst i Ystads kommun.
| Titel                        | Konstnär(er)             | Årtal | Beskrivning | Typ - material             | Stadsdel/ort | Plats Koordinater                                                    | Bild                         |
| ---------------------------- | ------------------------ | ----- | --- | -------------------------- | ------------ | -------------------------------------------------------------------- | ---------------------------- |
| De sköna konsternas vagn     | Åke Jönsson              | 1960  | | Koppar                     |              | Konstmuseets fasad 55.42831, 13.82455                                | De sköna konsternas vagn     |
| Ada                          | Stig Blomberg            | 1974  | | Brons                      |              | St Knuts torg 55.42813, 13.82435                                     | Ada                          |
| Pas de deux                  | Birgitta Stenberg-Hultén | 1976  | | Brons                      |              | Framför Ystads teater 55.42775, 13.81907                             | Pas de deux                  |
| Måsarna                      | Gunnar Elfgren           | 1963  | | Brons                      |              | Småbåtshamnen 55.42669, 13.81499                                     | Måsarna                      |
| Det seglande skeppet         | Tore Strindberg          | 1956  | | Stengods                   |              | Ystads krematorium koordinater saknas                                |                              |
| Mater                        | Liss Eriksson            | 1969  | | Brons                      |              | Hörnet Erik Dahlbergsgatan/Repslagargatan 55.42904, 13.80357         | Mater                        |
| Skolflickor                  | Torwald Alef             | 1960  | | Brons                      |              | Ängaskolan/Västervångsskolan 55.43124, 13.80933                      | Skolflickor                  |
| Skomakarpojken               | Okänd                    | 1918  | | Brons                      |              | Norra promenaden 55.42978, 13.81355                                  | Skomakarpojken               |
| Tympanon                     | Oscar Antonsson          | 1931  | | Brons                      |              | Sankta Maria kyrka 55.42927, 13.81847                                | Tympanon                     |
| Bäckahästen                  | Oscar Antonsson          | 1928  | | Brons                      |              | Stortorget 55.42949, 13.82001                                        | Bäckahästen                  |
| Broder Eskil                 | Nils F Hall              | 1972  | | Granit                     |              | Hörnet Sladdergatan/Klostergatan 55.43101, 13.81882                  | Broder Eskil                 |
| Byst av F.V. Thorsson        | Sven Andersson           | 1915  | | Brons                      |              | Surbrunnsparken 55.43583, 13.8265                                    | Byst av F.V. Thorsson        |
| Dronten                      | Björn Selder             | 1992  | | Bohusgranit                |              | Mölletorget 55.42893, 13.80633                                       | Dronten                      |
| Ung pojke                    | Lennart Källström        | 1955  | | Brons                      |              | Österportsskolans huvudentré 55.43127, 13.82735                      | Ung pojke                    |
| Möte vid vatten              | Lennart Källström        | 1965  | | Brons                      |              | Österports torg 55.43089, 13.82792                                   | Möte vid vatten              |
| Fölet                        | Åke Jönsson              | 1993  | | Brons                      |              | Stora Östergatan 43 55.43048, 13.82654                               | Fölet                        |
| Gåsalisa                     | Oscar Antonsson          | 1949  | | Brons                      |              | Pilgrändshuset/Pilgränd 2 55.43006, 13.82419                         | Gåsalisa                     |
| Sol                          | Torwald Alef             | 1955  | | Stengöt                    |              | Bollhusparken 55.42877, 13.8278                                      | Sol                          |
| Beredskapssoldaten           | Jonas Fröding            | 1956  | | Brons                      |              | Regementsområdet 55.43291, 13.84196                                  | Beredskapssoldaten           |
| Porträttbyst av Gustav V     | William Zadig            | 1954  | | Brons                      |              | Regementsområdet 55.43268, 13.83943                                  | Porträttbyst av Gustav V     |
| Ernst Hugo Järegård          | Jenny Ahlström           | 2001  | | Spegelmosaik, glas, betong |              | Järnvägsstationen 55.4272, 13.82381                                  | Ernst Hugo Järegård          |
| Nära                         | Evert Fornäs             | 2010  | | Vit marmor                 |              | Lilla Östergatan, bakom café Bäckahästen 55.4304, 13.82111           | Nära                         |
| Skyddande                    | Evert Fornäs             | 2010  | | Vit marmor                 |              | Lilla Östergatan, bakom café Bäckahästen 55.4304, 13.82106           | Skyddande                    |
| Ihop                         | Evert Fornäs             | 2010  | | Grå marmor                 |              | Lilla Östergatan, bakom café Bäckahästen 55.4304, 13.82099           | Ihop                         |
| Okänd titel                  | Carolina Falkholt        | 2015  | | Graffiti                   |              | Parkskolan, Åvallastråket intill Stadsbiblioteket 55.43303, 13.82918 |                              |
| Okänd titel                  | Carolina Falkholt        | 2015  | | Graffiti                   |              | Södra Dragongatan 55.42688, 13.84078                                 |                              |
| Okänd titel                  | Okänd                    |       | Sista raden i Karin Boyes dikt "Ja visst gör det ont när knoppar brister" - Vilar i den tillit som skapar världen. | Skulptur                   |              | Ystads gamla kyrkogårds minneslund 55.42846, 13.81144                |                              |
| Längtan                      | Ivar Ålenius-Björk       | 2010  | | Brons                      |              | Vid Klostret 55.43094, 13.82018                                      | Längtan                      |
| Mor och barn                 | Anna-Greta Åstradsson    |       | | Betong                     |              | Ystad lasarett 55.43332, 13.81812                                    | Mor och barn                 |
| Tålamod-Vänlighet-Förståelse | Marie Lindström          | 1991  | | Granit                     |              | Gamla Fängelset 55.42735, 13.80719                                   | Tålamod-Vänlighet-Förståelse |